# 428
Năm 428 là một năm trong lịch Julius.